# Крымский сельский округ (Московская область)
Крымский сельский округ — упразднённая административно-территориальная единица, существовавшая на территории Одинцовского района Московской области в 1994—2006 годах.
Крымский сельсовет был образован в первые годы советской власти. По данным 1919 года он входил в состав Шелковской волости Верейского уезда Московской губернии.
27 февраля 1922 года Верейский уезд был упразднён и Шелковская волость вошла в Можайский уезд. В то же время Крымский с/с был упразднён.
В 1927 году Крымский с/с был восстановлен путём выделения из Ляховского с/с.
В 1929 году Крымский сельсовет вошёл в состав Верейского района Московского округа Московской области. При этом к нему был присоединён Ляховский с/с.
14 июня 1954 года Крымский с/с был упразднён, а его территория передана в Шелковский с/с.
28 марта 1977 года Крымский с/с был восстановлен на территории, переданной из Рузского района в Одинцовский. В состав сельсовета вошли селения бывшего Шелковского с/с Анашкино, Болтино, Дубки, Капань, Крымское, Ляхово, Труфановка и Хомяки, а также селения Краснооктябрьского с/с Полушкино и посёлок торфопредприятия.
3 февраля 1994 года Крымский с/с был преобразован в Крымский сельский округ.
3 августа 2004 года в Крымском с/о деревня Торфопредприятие было присоединено к деревне Полушкино.
В ходе муниципальной реформы 2004—2005 годов Крымский сельский округ прекратил своё существование как муниципальная единица. При этом все его населённые пункты были переданы в городское поселение Кубинка.
29 ноября 2006 года Крымский сельский округ исключён из учётных данных административно-территориальных и территориальных единиц Московской области.